# К. К. Даунінґ
Кеннет Кіт «К. К.» Даунінґ-молодший (англ. Kenneth Keith "K. K." Downing Jr.; нар. 27 жовтня 1951, Вест-Бромвіч, Західний Мідленд, Велика Британія) — британський музикант, найбільш відомий як один з гітаристів та засновників хеві-метал-гурту Judas Priest та один з найвпливовіших гітаристів у жанрі. Даунінґ грає в агресивному рок-стилі, який поєднує соло і подвійні партії з гітаристом Judas Priest Ґленном Тіптоном.

## Ранні роки
Кеннет Даунінґ народився в сім'ї робітничого класу, і, будучи підлітком, він тікав зі школи, щоб потрапити на концерти своїх улюблених гуртів, як-от The Jimi Hendrix Experience та Cream. У віці 15 років він назавжди кинув школу і був вигнаний з дому батьками, з якими, як відомо, більше ніколи не спілкувався. Бунтар за натурою і без жодної музичної освіти, він знайшов роботу на британському сталеливарному заводі в Бірмінгемі, але згодом був звільнений за те, що залишив роботу, щоб піти на концерт Джимі Гендрікса.
Свою першу електрогітару Gibson SG він купив у 16 років. На ній він вчився підспівувати пісням своїх улюблених виконавців і вивчати техніку гри за книжками, повністю присвяченими гітарі.
Свій перший гурт, поп-гурт Stagecoach, Даунінґ створив у віці 17-18 років разом зі своїм троюрідним братом Брайаном Бедгемсом на бас-гітарі та барабанщиком Мартіном Філліпсом. Тріо «в основному джемило кілька пісень Cream і кілька 12-тактових блюзів». Даунінґ почав грати на гітарі в гурті після того, як виграв з Бедгемсом жеребкування «в його спальні, щоб дізнатися, хто гратиме на гітарі чи бас-гітарі». К. К. Даунінґ відвідував кулінарний коледж і працював шеф-кухарем-стажистом в Lyttelton Arms у Геґлі.

## Кар'єра

### Judas Priest
У 1969 році разом з однокласником Іеном Гіллом Кеннет приєднався до хеві-метал-гурту Judas Priest. Гурт гастролював по клубах і барах до 1973 року, коли Judas Priest найняли Роба Гелфорда вокалістом і Ґленна Тіптона другим гітаристом. Він залишався в групі з моменту її заснування до 2011 року, коли офіційно оголосив про свій відхід через розбіжності «з деякими елементами колективу» і менеджментом.

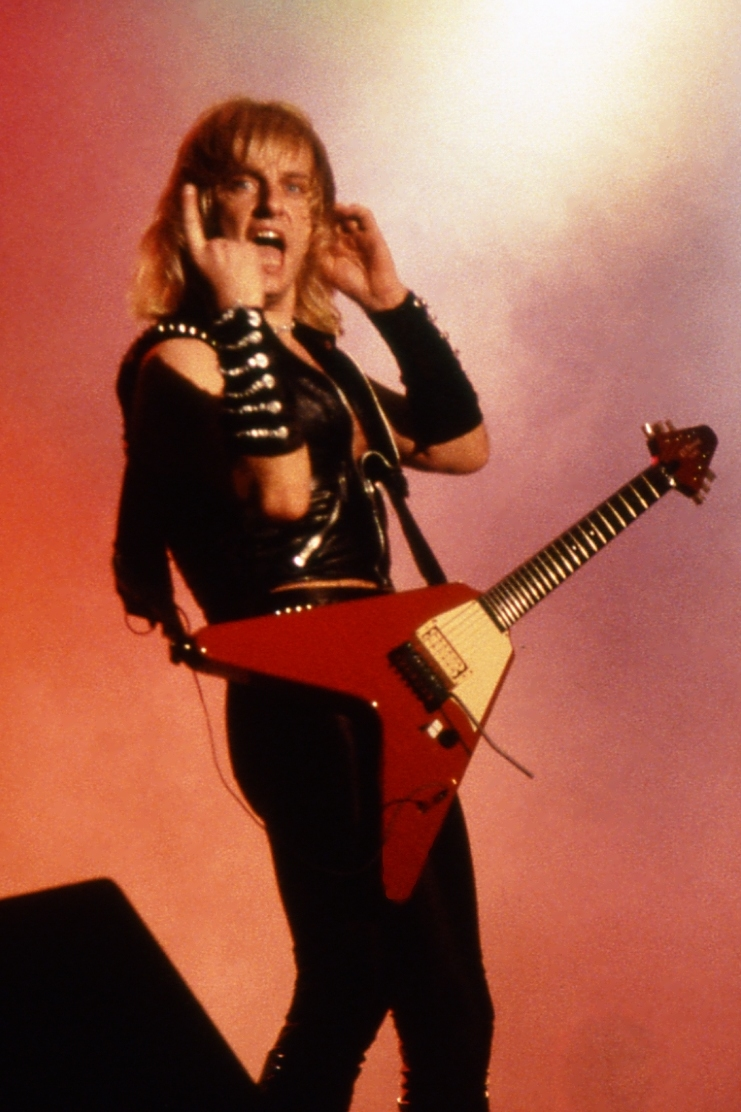
Даунінґ у 1984 році.

#### Покидаючи Judas Priest
Даунінґ офіційно покинув Judas Priest 20 квітня 2011 року, пославшись на «триваючий розлад у робочих відносинах між собою, учасниками гурту і менеджментом протягом деякого часу». Він заявив, що існує щонайменше «21 причина» його відходу, однак він відмовився вдаватися в подробиці. Він висловив розчарування концертними виступами гурту і вважав, що вони могли б бути кращими. З тих пір Judas Priest продовжили свою діяльність з Річі Фолкнером, який замінив його.
Незабаром після того, як Тіптон оголосив про свій діагноз хвороби Паркінсона і самовільну відставку з гастролей у лютому 2018 року, Даунінґ сказав, що був «шокований і приголомшений» тим, що йому не запропонували повернутися до складу Judas Priest, і що він «офіційно і юридично все ще є учасником Judas Priest», незважаючи на те, що не був присутній у групі. Він вважає, що зробив правильний вибір, пішовши з гурту, і що його час у групі і внесок у створення їхньої спадщини «був і залишається недооціненим більш ніж одним учасником». Він сказав, що рішення не звертатися до нього «не було фінансовим». Фолкнер і Гелфорд виступили з коментарями щодо його заяви. Гілл пояснив, чому з ним не зв'язалися, щоб запросити знову приєднатися до Judas Priest, а також розповів про потенційні конфлікти, які могли б виникнути, якби його повернули до складу гурту. Даунінґ негативно поставився до коментарів Гілла.
Кеннет пояснив, чому він покинув Judas Priest, висловивши своє занепокоєння по відношенню до своїх колишніх колег по групі і свої почуття до Фолкнера. Фолкнер виступив з приводу коментарів Даунінґа, а колишній вокаліст Judas Priest Тім Овенс виступив на захист Даунінґа. У світлі коментарів Даунінґа Гілл сказав, що Даунінґ і група «розійшлися» у музичному плані, пояснивши, що він не контактував з ним останні пару років, тому що гурт був дуже зайнятим.

### KK's Priest
У січні 2020 року Даунінґ підписав контракт з лейблом Explorer1 Music Group, який об'єднав його з менеджером-ветераном Енді Ґоулдом, і оголосив, що працюватиме над абсолютно новою музикою. Наступного місяця було оголошено, що Даунінґ створив новий гурт KK's Priest з басистом Тоні Ньютоном, гітаристом Ей Джеєм Міллсом та колишніми учасниками Judas Priest Тімом Овенсом і Лесом Бінксом на вокалі та барабанах відповідно. Реліз дебютного альбому Sermons of the Sinner спочатку був запланований на 20 серпня 2021 року, але був перенесений на 1 жовтня. Кліп на головний сингл альбому «Hellfire Thunderbolt» вийшов 12 травня 2021 року. Однак Бінкс не з'явився на альбомі через травму зап'ястя і був замінений барабанщиком Cage Шоном Елґом. Пізніше Бінкс час від часу виступав наживо з KK's Priest.
Під час розмови з KNAC у червні 2021 року про Sermons of the Sinner Кеннет сказав, що вже працює над матеріалом для наступного альбому, який буде більшою мірою спільною роботою, ніж перший альбом. У 2023 році KK's Priest випустили другий альбом The Sinner Rides Again.

## Музичні сторонні проєкти
Даунінґ взяв участь у записі дебютного однойменного альбому гурту Violent Storm 2005 року, виконавши трек «War No More».
Він з'явився на триб'ют-альбомі 2012 року Who Are You? An All Star Tribute to the Who, який віддав данину поваги гурту The Who. Він виконав трек «Eminence Front» разом з вокалістом/басистом Джоном Веттоном, клавішником Дереком Шеріняном і барабанщиком Біллі Шервудом.
Кеннет з'явився на альбомі колишнього вокаліста Queensrÿche Джеффа Тейта, випущеного під брендом Queensrÿche у 2013 році, Frequency Unknown, виконавши гітарне соло в пісні «Running Backwards».
У 2018 році Даунінґ разом з Овенсом і Бінксом, а також басистом Armored Saint Джої Верою взяли участь у виконанні кавер-версії пісні «Beyond the Realms of Death» на чолі з групою гітариста Пола Крука Devilstar. Кавер був присвячений 40-річчю альбому Judas Priest 1978 року Stained Class.

## Автобіографія
18 вересня 2018 року Даунінґ опублікував свою автобіографію під назвою «Важкі обов'язки: дні і ночі в Judas Priest» (англ. Heavy Duty: Days and Nights in Judas Priest) у видавництві Da Capo Press. Вона була написана самим Даунінґом у співавторстві з Марком Еґлінтоном. У мемуарах детально описано все, починаючи від «складних особистісних конфліктів, невдач у бізнесі, гострих стосунків з колегами по хеві-метал-гурту Iron Maiden, і закінчуючи тим, як Judas Priest опинилися в епіцентрі бурі батьківського обурення, спрямованої на хеві-метал у 80-х роках», – йдеться у синопсисі до книги. У ній також розповідається про роль Кеннета у Judas Priest, а також про його рішення покинути гурт у 2011 році. Книга отримала переважно позитивні відгуки.

## Обладнання
- Hamer Flying V: Видана Даунінґу під час туру World Vengeance Tour. Hamer випустить модель KK Downing Flying V для публічного продажу в 1984 році, який завершиться в 1985 році. На моделі Кеннета стояв тремоло Floyd Rose і один гамбакер DiMarzio.[60]

Підсилювачі та ефекти
- [MXR] Distortion +[61]

## Дискографія

### Judas Priest
- Rocka Rolla (1974)
- Sad Wings of Destiny (1976)
- Sin after Sin (1977)
- Stained Class (1978)
- Killing Machine (1978)
- British Steel (1980)
- Point of Entry (1981)
- Screaming for Vengeance (1982)
- Defenders of the Faith (1984)
- Turbo (1986)
- Ram It Down (1988)
- Jugulator (1997)
- Demolition (2001)
- Angel of Retribution (2005)
- Nostradamus (2008)

### KK's Priest
- Sermons of the Sinner (2021)
- The Sinner Rides Again (2023)